# Ružindol
Ružindol é um município da Eslováquia, situado no distrito de Trnava, na região de Trnava. Tem 14,71 km² de área e sua população em 2019 foi estimada em 1667 habitantes.

## Demografia
| Ano:        | 1994 | 2004   | 2014    | 2024   |
| ----------- | ---- | ------ | ------- | ------ |
| Broj ljudi: | 1206 | 1292   | 1603    | 1726   |
| Razlika:    |      | +7,13% | +24,07% | +7,67% |

| Ano:               | 2023 | 2024   |
| ------------------ | ---- | ------ |
| Número de pessoas: | 1746 | 1726   |
| Diferença:         |      | -1,14% |